# الوارو زازو
الوارو زازو (انگلیسی: Álvaro Zazo؛ زادهٔ ۱۸ اوت ۱۹۸۲) بازیکن فوتبال اهل اسپانیا است.
از باشگاه‌هایی که در آن بازی کرده‌است می‌توان به باشگاه فوتبال فوئنلابرادا، باشگاه فوتبال لگانس، باشگاه ورزشی تنریف، و باشگاه فوتبال رایو وایکانو اشاره کرد.